# Tristan Garner
Pour les articles homonymes, voir Garner.
Tristan Garner, de son vrai nom Tristan Garinet, est un DJ et producteur français de musique électronique.

## Biographie

### Débuts
En 2006, il signe son premier EP sur le label Pool-e-Music d'Antoine Clamaran, avec Stomp that Shit, The Game et Smash, trois titres playlistés par des DJ et producteurs. Le deuxième EP est N'Sex, une collaboration avec Distorded et Greg Dorian sous le nom de TDG, sorti en début 2007. En 2007, Tristan produit Give Love en collaboration avec le chanteur Akil Wingate, un remix de Jerome Isma-Ae est produit mais surtout celui du DJ français Arias qui rencontre le succès[réf. nécessaire]. En 2008, Give Love est signé dans des labels étrangers. En 2008 Tristan sort le titre Freedom, la suite de Give Love et une signature américaine sur le label Tommy Boy. Durant cet été, Tristan produit Caribe. 
En 2009, Tristan Garner sort le titre Last Forever, une collaboration avec son ami, le DJ français Norman Doray. Pour l'été 2009, Tristan sort une nouvelle version du titre Gyspy Woman avec Crystal Waters. En septembre 2009, il sort Panama sous la dénomination Tristan Garner presents Caribe – Panama, une chanson underground dans le même genre que Caribe. Panama est la première sortie sur son label intitulé Karma.
Il mixe aussi bien à l'étranger qu'en France, où il évolue en tant que résident au Queen de Paris entre 2008 et 2012.

### Années 2010–2020
En 2010, il sort l'EP Fuckin Down en collaboration avec le DJ Gregori Klosman. Un titre underground signé chez le label Joia. À partir de l'année 2010, il enchaine les remixes officiels pour certains artistes dont Tiesto, Avicii, Armin Van Buuren , Zedd. En septembre 2010, il lance son label XtraLife Records au sein de Strictly Rhythm dont la première sortie sera son titre Jazz Me Up. Suivent alors les singles Bounce, Overdrive, Raven et Punx titre qui officialise un tournant beaucoup musical plus electro. Il confirme cette évolution musicale avec la sortie de l'EP Digital Rocker en 2012 sur son propre label. Durant l'été de la même année, aux côtés de Sébastien Benett, de Michaël Canitrot, de Antoine Clamaran et de Gregori Klosman, il fonde un collectif nommé Reepublic. En 2013, Tristan Garner rachète les parts du label Xtra Life que détenait Strictly Rhythm les jugeant peu impliqués dans le projet, pour rouvrir le label en France, qui était jusqu'ici basé a New York. Il devient ainsi le seul investisseur du label.
En 2020, Tristan Garner sort Computer Core, un EP de 7 titres se voulant être un hommage à la culture cyberpunk qui l'a bercé et regroupant différentes influences bass music des années 2010. Cet album clôt le chapitre electro de sa carrière, car il annonce vouloir expérimenter de nouvelles sonorités dès les prochains mois. L'EP comprend notamment son morceau HelFire. En 2021, il lance son alter ego SevenKore, alias sous lequel il mélange des sonorités techno, rave et trance. S'ensuit l'EP de deux titres Black Water.
Mai 2023 voit la sortie de son premier album The Shape of Wind. L'artiste se réinvente dans un nouveau genre mêlant ambient, breakbeat et electronica. L'album contient 10 titres inspirés par la nature, les grands espaces et la poésie. Il s'ensuit une expérience visuelle sur YouTube.

## Discographie

### Albums studio
- 2023 : The Shape of Wind

### Singles
- Tristan Garner - Stomp that shit
- Tristan Garner - Orientalism
- Tristan Garner - Give Love
- Tristan Garner - Freedom
- Tristan Garner - Cancun Paradise
- Tristan Garner - Last Forever
- Tristan Garner - Caribe - Caribe
- Tristan Garner - Caribe - Panama
- Tristan Garner - Gypsy Woman 2009
- Tristan Garner - Bubble feat Antoine Clamaran
- Tristan Garner and Gregori Klosman - Fuckin Down
- Tristan Garner - Jazz Me Up (Xtra Life Records)
- Tristan Garner - Fallin feat Polina (Xtra Life Records)
- Tristan Garner and Gregori Klosman - Bounce  (Xtra Life Records)
- Tristan Garner - Shine Again feat. Abigail Bailey (Xtra Life Records)
- Tristan Garner - Overdrive  (Xtra Life Records)
- Tristan Garner - Punx  (Xtra Life Records)
- Tristan Garner - Raven (Xtra Life Records)
- Tristan Garner - Digital Rocker EP (Intro, Meteor, Sloan, Rage Again et Digital Rocker) (Xtra Life Records)
- Tristan Garner - MachineGun (Xtra Life Records)
- Tristan Garner - Molotov  (Xtra Life Records)
- Tristan Garner, Gregori Klosman, Albin Myers - Pressure (Doorn Records)
- Tristan Garner - Stand Up  (Xtra Life Records)
- Tristan Garner - Overdrive (Novabroken Remix) et (The Dirty Squirrels Remix)(Xtra Life Records)
- Tristan Garner - Venom (Xtra Life Records)

#### Singles classés
| Année | Singles     | FRA Top 50 | BEL | P-B |
| ----- | ----------- | ---------- | --- | --- |
| 2008  | Give Love,  | 21         | 17  | 96  |
| 2009  | Freedom,    | 36         | -   | -   |
| 2009  | Gypsy Woman | -          | -   | 76  |

### Remixes
- TGD Project - Sex (Tristan Garner remix)
- Avicii - Street Dancer (Tristan Garner remix)
- Distorted - Control It (Tristan Garner remix)
- Lady Stazia - My Heart Is Drum (Tristan Garner Remix)
- Antoine Clamaran, Mario Ochoa - Give Me Some Love (Tristan Garner Remix)
- Sebastien Benett - Midnight Trip (Tristan Garner Remix)
- BassFly - Robot Funk (Tristan Garner Remix)
- Antoine Clamaran - Get Down (Tristan Garner Remix)
- Sebastien Drums, Tom Geiss, Eric G - Funky Beep (Tristan Garner Remix)
- Teo Moss - Feel Good (Tristan Garner Remix)
- Nick Mentes - Distracted (Tristan Garner Remix)
- Bob Sinclar - Peace Song (Tristan Garner Remix)
- Antoine Clamaran feat. Tristan Garner - Cancun Paradise (Tristan Garner Remix)
- Antoine Clamaran - When the Sun Goes Down (Tristan Garner Remix)
- Erick Morillo - Dancin 2010 (Tristan Garner Remix)
- DBN - Chicago (Tristan Garner Remix)
- Carl Hanaghan, My Digital Enemy - Subida (Tristan Garner Sunrise Remix)
- Hell Ektrik - Mumbai (Tristan Garner Sunrise Circus Remix)
- Christian Weber - Up (Tristan Garner Remix)
- Antoine Clamaran - I Feel Love (Tristan Garner 2010 Remix)
- Laurent Pautrat - Want a Gay 2010 (Tristan Garner Remix)
- Noel G, Adam Joseph - Can't Stop (Tristan Garner Remix)
- Gregori Klosman, Danny Wild - Kixxx (Tristan Garner Remix)
- Michaël Canitrot - You and I (Tristan Garner Remix)
- Max Vangeli, Max C - Look Into Your Heart (Tristan Garner Remix)
- Greg Cerrone & Da Fresh - Troopers (Tristan Garner Remix)
- Gregori Klosman & Danny Wild - Kixxx (Tristan Garner Lost In Rave Mix)
- Tomaz vs. Filterheadz - Sunshine (Tristan Garner 2010 Remix)
- Nadia Ali – Rapture 2011 (Tristan Garner Remix)
- Tonite Only - We Run the Nite (Tristan Garner Vocal Mix)
- Redroche vs. Armstrong - Make Your Move 2011 (Tristan Garner Mix)
- Armin van Buuren, Nadia Ali - Feel so Good (Tristan Garner Remix)
- Tiësto - Traffic (Tristan Garner Remix)
- Deepside Deejays - Beautiful Days (Tristan Garner Remix)